# Кубок світу з біатлону 2012—2013, змішана естафета
Залік змішаних естафет у рамках Кубку світу з біатлону сезону 2012—13 складався з двох гонок, перша з яких відбулася 25 листопада 2012 року на першому етапі в Естерсунді, а друга — 7 лютого 2013 року на Чемпіонаті світу в Новом Мєсті.

## Формат
Від кожної команди у змішаній естафеті беруть участь по чотири біатлоністи: по дві жінки та два чоловіки. Жінки змагаються на перших двох етапах, чоловіки — на двох останніх. На кожному етапі спортсмени долають по три кола. Загальна дистанція для жінок коротша, ніж для чоловіків, і становить 6 км, тоді як для чоловіків — 7,5 км.
На кожному етапі спортсмени долають по два вогневі рубежі: перша стрільба виконується в положенні лежачи, друга — в положенні стоячи. На кожні стрільбі необхідно закрити по 5 мішеней. В разі промаху кожен біатлоніст має в запасі по 3 додаткові патрони, які треба заряджати вручну (для 5 мішеней патрони заряджені в магазині). За кожну нерозбиту мішень спортсмен карається штрафним колом завдовжки 150 метрів.
Починаючи з сезону 2011—2012 за результати показані у змішаній естафеті нараховуються бали, що йдуть до заліку кубку націй. Очки діляться навпіл для жіночого та чоловічого заліків.

## Переможці та призери етапів
| Гонка:                                                                       | Золото:                                                               | Час                                                       | Срібло:                                                                       | Час                                                       | Бронза:                                                                  | Час                                                       |
| Естерсунд Протокол [Архівовано 4 березня 2016 у Wayback Machine.]            | Росія Ольга Зайцева Ольга Вілухіна Олексій Волков Євген Устюгов       | 1:12:41.3 (0+0) (0+2) (0+1) (0+1) (0+0) (0+0)             | Норвегія Тура Бергер Сіннове Солемдаль Ерленд Б'єнтегард Еміль Хегле Свендсен | 1:13:02.5 (0+0) (0+1) (0+2) (0+1) (0+1) (0+3) (0+0) (0+2) | Чехія Вероніка Віткова Габріела Соукалова Міхал Шлезінгр Ондрей Моравець | 1:13:17.7 (0+2) (0+1) (0+0) (0+2) (0+1) (0+1) (0+0) (0+1) |
| Чемпіонат світу 2013 Протокол [Архівовано 10 лютого 2013 у Wayback Machine.] | Норвегія Тура Бергер Сіннове Солемдаль Тар'єй Бо Еміль Хегле Свендсен | 1:12:04.9 (0+0) (0+0) (0+0) (0+2) (0+1) (0+0) (0+0) (0+1) | Франція Марі Лор Брюне Марі Дорен Абер Алексі Беф Мартен Фуркад               | 1:12:24.9 (0+0) (0+2) (0+1) (0+2) (0+0) (0+2) (0+0) (0+1) | Чехія Вероніка Віткова Габріела Соукалова Ярослав Соукуп Ондрей Моравець | 1:12:37.2 (0+2) (0+1) (0+1) (0+0) (0+0) (0+1) (0+0) (0+0) |

## Нарахування очок
| Місце | 1  | 2  | 3  | 4  | 5  | 6  | 7  | 8  | 9  | 10 | 11 | 12 | 13 | 14 | 15 | 16 | 17 | 18 | 19 | 20 | 21 | 22 | 23 | 24 | 25 | 26 | 27 | 28 | 29 | 30 | 31 | 32 | 33 | 34 | 35 | 36 | 37 | 38 | 39 | 40 |
| ----- | -- | -- | -- | -- | -- | -- | -- | -- | -- | -- | -- | -- | -- | -- | -- | -- | -- | -- | -- | -- | -- | -- | -- | -- | -- | -- | -- | -- | -- | -- | -- | -- | -- | -- | -- | -- | -- | -- | -- | -- |
| Очки  | 60 | 54 | 48 | 43 | 40 | 38 | 36 | 34 | 32 | 31 | 30 | 29 | 28 | 27 | 26 | 25 | 24 | 23 | 22 | 21 | 20 | 19 | 18 | 17 | 16 | 15 | 14 | 13 | 12 | 11 | 10 | 9  | 8  | 7  | 6  | 5  | 4  | 3  | 2  | 1  |

## Таблиця
| #  | Країна          | ЕСТ | ЧС | Разом |
| -- | --------------- | --- | -- | ----- |
| 1  | Норвегія        | 54  | 60 | 114   |
| 2  | Росія           | 60  | 38 | 98    |
| 3  | Чехія           | 48  | 48 | 96    |
| 4  | Франція         | 40  | 54 | 94    |
| 5  | Італія          | 36  | 43 | 79    |
| 6  | Словенія        | 38  | 40 | 78    |
| 7  | Німеччина       | 43  | 28 | 71    |
| 8  | Словаччина      | 30  | 36 | 66    |
| 9  | Україна         | 31  | 32 | 63    |
| 10 | Швеція          | 34  | 27 | 61    |
| 11 | Швейцарія       | 32  | 29 | 61    |
| 12 | Білорусь        | 29  | 30 | 59    |
| 13 | США             | 24  | 34 | 58    |
| 14 | Польща          | 27  | 31 | 58    |
| 15 | Канада          | 25  | 26 | 51    |
| 16 | Фінляндія       | 28  | 22 | 50    |
| 17 | Австрія         | 26  | 24 | 50    |
| 18 | Казахстан       | 21  | 23 | 44    |
| 19 | Болгарія        | 17  | 25 | 42    |
| 20 | Японія          | 23  | 19 | 42    |
| 21 | Румунія         | 22  | 20 | 42    |
| 22 | Естонія         | 20  | 21 | 41    |
| 23 | КНР             | 19  | 18 | 37    |
| 24 | Литва           | 18  | 16 | 34    |
| 25 | Латвія          | —   | 17 | 17    |
| 26 | Велика Британія | —   | 15 | 15    |
| 27 | Південна Корея  | —   | 14 | 14    |

## Результати української естафети
| Гонка                                                                        | Результат | Склад команди                                                  | Програш і стрільба                                        |
| ---------------------------------------------------------------------------- | --------- | -------------------------------------------------------------- | --------------------------------------------------------- |
| Естерсунд Протокол [Архівовано 4 березня 2016 у Wayback Machine.]            | 10        | Віта Семеренко Олена Підгрушна Андрій Дериземля Сергій Семенов | +2:08.5 0+6 + 0+6 0+1 + 0+0 0+1 + 0+1 0+3 + 0+2 0+1 + 0+3 |
| Чемпіонат світу 2013 Протокол [Архівовано 10 лютого 2013 у Wayback Machine.] | 9         | Юлія Джима Наталя Бурдига Андрій Дериземля Сергій Седнєв       | +1:50.9 1+4 + 0+4 0+0 + 0+2 0+0 + 0+1 1+3 + 0+1 0+1 + 0+0 |